# Cryptops leucopodus
Cryptops leucopodus är en mångfotingart som först beskrevs av Rafinesque 1820.  Cryptops leucopodus ingår i släktet Cryptops och familjen Cryptopidae. Inga underarter finns listade i Catalogue of Life.